# Lodovico Fantoni
Lodovico Fantoni (data urodzenia nieznana, zm. w 1681 w Polsce) – włoski śpiewak sopranowy (kastrat), ksiądz katolicki, dyplomata  i sekretarz królewski w kancelarii króla Władysława IV Wazy i Jana II Kazimierza Wazy.
W 1629 nie otrzymał zatrudnienia jako śpiewak w Kaplicy Sykstyńskiej i około 1633 przybył z Rzymu do Warszawy, gdzie 12 lat był śpiewakiem w kaplicy Zamku Królewskiego. Potem pracował jako dyplomata i sekretarz królewski, gromadząc znaczny majątek i obejmując urzędy kościelne.